# Hjälmaren
Hjälmaren est le quatrième lac le plus étendu de Suède, avec 484 km2. Il se déverse par le Eskilstunaån dans le lac Mälar.
C’est un lac eutrophique et peu profond, entouré de plaines souvent cultivés. Au XIXe siècle la surface du lac fut baissée de 1,9 m afin de gagner 190 km2 de terres pour l’agriculture.
Il est situé entre les provinces historiques suédoises du Västmanland, du Södermanland et du Närke. La ville la plus importante sur le lac est Örebro.